# Choroba Kienböcka
Choroba Kienböcka (ang. Kienbock's disease) – choroba opisana w roku 1910 przez Roberta Kienböcka polegająca na stwierdzanej radiologicznie jałowej martwicy kości księżycowatej. Jej etiologia i patogeneza nie zostały dokładnie określone. Najczęściej stwierdzane objawy kliniczne mają postać bólów, a niekiedy ograniczenia ruchomości w nadgarstku. Chorobę Kienböcka leczy się poprzez łagodzenie bólu i poprawianie ruchomości nadgarstka.

## Klasyfikacja ICD10
| kod ICD10     | nazwa choroby                   |
| ------------- | ------------------------------- |
| ICD-10: M92.2 | Osteochondroza młodzieńcza ręki |
| ICD-10: M93.1 | Choroba Kienböcka dorosłych     |